# Ravenska vas
Ravenska vas – wieś w Słowenii, w gminie Zagorje ob Savi. W 2018 roku liczyła 251 mieszkańców.